# Hâvre
Der Hâvre (im Oberlauf: Donneau) ist ein Fluss in Frankreich, der im Département Loire-Atlantique in der Region Pays de la Loire verläuft. Er entspringt im östlichen Gemeindegebiet von Pannecé, entwässert zunächst Richtung Westen, dreht dann auf Südwest und Süd und mündet nach rund 31 Kilometern im Ortsgebiet von Oudon als rechter Nebenfluss in die Loire. In seinem Mündungsabschnitt wird er für den Wassersport genützt und bietet unter anderem auch einen Sportboothafen.

## Orte am Fluss
(Reihenfolge in Fließrichtung)
- Pannecé
- Teillé
- Couffé
- Oudon